# Trinitroxylole
Die Trinitroxylole bilden eine Stoffgruppe; deren Struktur besteht aus einem Benzolring mit zwei angefügten Methylgruppen (–CH3) und drei Nitrogruppen (–NO2) als Substituenten. Durch deren unterschiedliche Anordnung ergeben sich 6 mögliche Konstitutionsisomere mit der Summenformel C8H7N3O6 und der Molmasse 241,16 g·mol−1.
| Trinitroxylole |                                       |                                       |                                       |
| Name           | 3,4,5-Trinitro-o-xylol                | 3,4,6-Trinitro-o-xylol                | 2,3,4-Trinitro-p-xylol                |
| IUPAC          | 1,2-Dimethyl-3,4,5-trinitrobenzol     | 1,2-Dimethyl-3,4,6-trinitrobenzol     | 1,4-Dimethyl-2,3,5-trinitrobenzol     |
| Strukturformel | 3,4,5-Trinitro-o-xylol Strukturformel | 3,4,6-Trinitro-o-xylol Strukturformel | 2,3,4-Trinitro-p-xylol Strukturformel |
| CAS-Nummer     | 75038-11-8                            | 102312-36-7                           | 602-27-7                              |
| PubChem        |                                       |                                       | 264660                                |
| Name           | 2,4,5-Trinitro-m-xylol                | 2,4,6-Trinitro-m-xylol                | 4,5,6-Trinitro-m-xylol                |
| IUPAC          | 1,3-Dimethyl-2,4,5-trinitrobenzol     | 1,3-Dimethyl-2,4,6-trinitrobenzol     | 1,3-Dimethyl-4,5,6-trinitrobenzol     |
| Strukturformel | 2,4,5-Trinitro-m-xylol Strukturformel | 2,4,6-Trinitro-m-xylol Strukturformel | 4,5,6-Trinitro-m-xylol Strukturformel |
| CAS-Nummer     | 108906-85-0                           | 632-92-8                              | 602-12-0                              |
| PubChem        | 86150174                              | 54300001                              | 19884373                              |

2,4,6-Trinitro-m-xylol wurde unter der Bezeichnung Xylit als Sprengstoff verwendet. Aufgrund der ähnlichen Eigenschaften wurde er im Gemisch mit 2,4,6-Trinitrotoluol (TNT) im Ersten Weltkrieg als Granatenfüllung eingesetzt. Inzwischen ist Xylit als Sprengstoff bedeutungslos.